# Γ-Hidroxivajsav
A GHB (gamma-hidroxibutirát vagy gamma-hidroxi-vajsav, a köznyelvben Gina) a hidroxi-vajsavakhoz tartozó szerves vegyület. A természetben előforduló anyag. Egészen kis mennyiségben megtalálható az emberi szervezetben, nagyrészt a központi idegrendszerben, valamint borban, marhahúsban, citrusfélékben és szinte minden állati organizmusban is. Több országban a tiltott kábítószerek közé sorolták. Ez a szabályozás van érvényben Ausztráliában, Kanadában, a legtöbb európai országban és az USA-ban.
A GHB-t a Jazz Pharmaceuticals gyógyszergyártó cég állítja elő nátriumsó formájában, Xyrem néven forgalmazza. A készítményt a kataplexiában, valamint a túlzott nappali álmosságban (narkolepszia) szenvedő betegek kezelésére használják.
A GHB-t az orvoslásban használják még általános érzéstelenítésre, kóros állapotok kezelésére, mint például az álmatlanság, a klinikai depresszió, narkolepszia és az alkoholizmus, valamint a kórosan gyenge fizikai teljesítőképesség (dopping).
Ugyancsak használják bódult euforikus állapot előidézésére (számos országban illegálisan) vagy randidrogként, nemi erőszak elkövetésére (ellenállás-képtelenné teszi az áldozatot a bűncselekmény elkövetésekor).
Természetes formában kis mennyiségben az emberi szervezet sejtjei is előállítják és szerkezeti felépítése rokon az egyik ketontestével, a béta-hidroxi-vajsavval.
Kezelésekhez a leggyakrabban só formájában használják. A GHB erjedési folyamat során is keletkezik, ebből adódóan kis mennyiségben egyes borok és sörök is tartalmazzák.
Szukcinil-szemialdehid-dehidrogenáz-hiányban szenvedő betegnél a GHB felhalmozódik a vérben.

## Története
Alekszandr Mihajlovics Zajcev volt az első, aki beszámolt a GHB vegyi úton történő szintetikus előállításáról 1874-ben.
Az első nagyobb, az emberi szervezetet érintő kutatásokat az 1960-as években végezték a szerrel.
Dr. Henri Laborit használta a GABA neurotranszmitter tanulmányozásakor. Hamar felismerte orvosi felhasználhatóságának előnyeit, így többek között a minimális mellékhatásokat és a rövid hatóidőtartamot. Egyetlen veszélye is ekkor vált nyilvánvalóvá: a szűk terápiás dózistartomány, illetve annak a veszélye, hogy más szerekkel kombinált használata súlyos következményekkel járhat: lásd a GHB az alkohol és esetleg központi idegrendszerre ható depresszánsok együttes használata.
A GHB-t széles körben használták Franciaországban, Olaszországban és más európai országokban több évtizeden át mint altatószert, valamint érzéstelenítő hatású szert a szülésnél. Problémát jelentett a vele történő visszaélés lehetősége, ezért az újabb gyógyszerek kifejlesztésével az utóbbi időben jelentősen csökkent az orvosi felhasználása. Évekkel ezelőtt Hollandiában a GHB-t szabadon meg lehetett vásárolni trafikokban mint nemi vágyat fokozó és eufóriát előidéző szert. Mivel több tragikus eseményt is előidézett, jogszabályba foglalták, a trafikban történő árusítása tilalmát. Az egyetlen gyakori orvosi alkalmazásterülete ma a narkolepszia, valamint ritkábban az alkoholizmus kezelése.
2007. november elején Ausztráliában betiltották egy Melbourne-i cég Bindeez nevű (az Egyesült Államokban Aqua Dots néven ismert) népszerű gyermekjátékát, mikor kiderült, hogy 1,4-butándiolt (1,4-B) tartalmaz. Ez az anyag GHB-vá metabolizálódik a szervezetben. Ezt a lágyítót a nem-mérgező 1,5-pentándiol helyett használták a gyöngyök gyártása során. Emiatt három kiskorú gyermek került kórházba a játékgyöngyök lenyelése után. Ezért kivonták a játékokat a forgalomból.

## Gyógyszertana
A GHB-nek a központi idegrendszerben legalább két különböző kötőhelye található. A GHB az újonnan jellemzett GHB receptor agonistája, ahol serkentőleg hat. Illetve gyenge agonistája a gátló GABAB receptornak. A GHB egy természetben előforduló anyag, amely az emlősök agyának néhány neurotranszmitteréhez hasonlóan hat. A GHB valószínűleg GABA-ból szintetizálódik a GABAerg neuronokban, és akkor szabadul fel, amikor a neuronok tüzelnek.
A GHB egy triptofánszármazéknak vagy magának a triptofánnak a sejtközi térben történő felhalmozódását okozza, valószínűleg azáltal, hogy megnöveli a triptofán szállítást a vér-agy-gáton keresztül. Bizonyos semleges aminosavak, köztük a triptofán vérszintje is növekszik perifériás GHB-adagolás hatására. Stimulálja a szövet szerotoninszintjét és megnöveli a triptofán szállítását az agy felé, annak felvételét a szerotonerg sejtekben. Mivel a szerotonerg rendszer részt vehet az alvás, a hangulat, és a szorongás szabályozásában, így ezen rendszer GHB nagy dózisú adagolásakor bekövetkező stimulációja alkalmas bizonyos GHB által kiváltott ideggyógyászati események kezelésére.
Ha szájon át adagolják, a GABA önmagában nem jut át hatékonyan a vér-agy-gáton. Mivel a GABA az agyban természetes úton szintetizálódik, így a normálisnál magasabb koncentráció esetén gyorsan metabolizálódna.
Azonban, ha farmakológiai dózisban adagolják, a GHB agybeli koncentrációja sokkal magasabbá válik, és a GHB aktiválja a GABAB-receptorokat, melyek elsősorban a nyugtatóhatásért felelősek. A GHB nyugtató hatását a GABAB antagonistái blokkolják.
A GHB-receptor szerepe és a GHB-nak a receptorra gyakorolt működések azért a fenti összefoglalóban leírtaknál jóval bonyolultabb. A GHB receptorok az agy számos területén sűrűbben helyezkednek el, beleértve a kérget és a hippocampust. Ezek a receptorok a GHB jelenlétére a legnagyobb affinitással reagálnak. Volt némi korlátozott kutatás ezen GHB receptorok működésének kutatására, s bizonyítékot találtak arra, hogy egyes agyi területeken a GHB-receptor aktiválása a fő ingerlő neurotranszmitter glutamát termelését eredményezi. Azon kábítószerek, melyek szelektíven aktiválják a GHB receptort, a nagy dózisú megvonásukkor fellépő hiánya görcsrohamokat okozhat, akárcsak GHB és a GABA (B) agonistái esetében.
Mind a GHB-receptor, mind a GABA(B) receptor aktiválásának feladata a GHB profiljába tartozik. A GHB hatása a dopamintermelésre kétfázisú: alacsony koncentrációban a GHB-receptor stimulációja dopamin-kibocsátást eredményez. A magasabb koncentráció gátolja a dopamin-kibocsátást a GABA (B) receptorok stimulációjával, és ugyanúgy viselkedik, mint a többi GABA (B) agonista: a baklofén és fenibut. Miután a kezdeti szakaszban gátlás történik, emelkedik a dopamin kibocsátás a GHB-receptoron keresztül. Gátlást, és a GHB által kiváltott dopamin kibocsátás növelését az opioid-antagonisták gátolják lásd: a naloxon és naltrexon. A Dynorphin valószínűleg szerepet játszik a dopamin-kibocsátás gátlásában a kappa opioid receptorokon keresztül.
Ez magyarázza GHB-nak azt az ellentmondásos hatását, amely a nyugtató és a stimuláló tulajdonságokkal egyaránt felruházza. Valamint ez ad magyarázatot az úgynevezett „visszapattanás” effektusra, melyet azok a GHB-fogyasztók tapasztaltak, akik altatóként alkalmazták. Ekkor több óra GHB-okozta mély alvás után hirtelen felébrednek. Ez azt jelenti, hogy idővel, a GHB koncentrációja a szervezetükben lecsökken a GABAB receptor aktiválásának küszöbértéke alá és az alacsony mennyiség aktiválja a GHB receptort, ami az éberségért felelős.
Legutóbb, a GHB-val analóg 4-hidroxi-4-metilpentánsav szintézisével és állatokon történő tesztelésével kutatásokat végeztek annak érdekében, hogy jobban megértsék a GHB hatásmechanizmusát. A GHB analogjainak, mint a 3-metil-GHB , 4-metil-GHB és a 4-fenil-GHB már kimutatták, hogy a GHB-hoz hasonló hatást eredményeztek állatkísérletekben. Ezek a vegyületek még kevésbé kutatottak, mint maga a GHB. Ezen analógok esetében, csak a 4-metil-GHB (γ-hidroxivaleriánsav, GHV) és gyógyszer-előanyaga, a gamma-valerolaktonról (GVL) számoltak be a szer fogyasztásának emberi vonatkozásában. A rendelkezésre álló bizonyítékokat figyelembe véve úgy tűnik, hogy ezek a szerek kevésbé intenzív hatásúak, de jóval mérgezőbbek, mint a GHB, és az esetek többségében hányingert valamint hányást okoznak.
A GHB más gyógyszer-előanyag észter formáival is csak ritkán találkoznak a bűnüldözőszervek, beleértve az 1,4-diacetoxibutánt, metil-4-acetoxibutanoátot, és az etil-4-acetoxibutanoátot. Bár ezekre általában a hatályos törvények analóg módon vonatkoznak azon országokban ahol a GHB tiltott, de azért vannak információk róluk. Jellemző rájuk a késleltetett, de hosszabb ideig tartó hatás. A köztes vegyület 4-hidroxibutiraldehid is a GHB gyógyszer-előanyaga, de mint minden aldehid ez a vegyület is maró és erős illatú valamint kellemetlen ízű. Tényleges felhasználáskor valószínűleg kellemetlen tünetekkel jár, ami többségében súlyos hányingerrel és hányással jár együtt.

A GHB lebontási útja

Szintén fontos megjegyezni, hogy a GHB kimutatott metabolikus lebontási útvonalain mindkét irányban történhet szállítás az anyagok koncentrációjától függően. Mégpedig attól függően, hogy a szervezet saját maga által előállított GHB-ja a GABA-tól vagy a szukcinil-szemialdehid-ből származik. Normál élettani körülmények között a GHB koncentrációja a szervezetben meglehetősen alacsony, és a lebontási utakon az ellenkező irányban halad a szállítás. Azonban, ha a GHB-t szabadidős, illetve egészségfejlesztési célból fogyasztjuk, úgy annak koncentrációja a szervezetben sokkal nagyobb, mint a normál esetben. Ezáltal megváltoztatja az enzim kinetikai jellemzőit, és ezáltal a pályák működésekor a GHB metabolizálódása ritkábbá válik mint annak előállítása.

## Alkalmazása a gyógyászatban
A GHB-t az 1960-as évek óta használják általános érzéstelenítésre, altatóként az álmatlanság kezelésére, a depresszió kezelésére, és a sportteljesítmény javítására. Olaszországban Alcover (ATC-kód N07BB) márkanév alatt a GHB használják az alkoholizmus (5–10 mg / kg / nap, 3 vagy több külön adagban) kezelésére, valamint az akut alkoholmegvonásnál közép-és hosszú távú méregtelenítésre. Az Egyesült Államokban az Élelmiszer és Gyógyszerellenőrzési Hivatal lehetővé teszi a GHB használatát Xyrem márkanév alatt a kataplexiában és a túlzott nappali álmosságban, azaz narkolepsziában szenvedő betegeknél.
Ha a GHB-t nátrium-vagy kálium-só formájában használják, jelentős mennyiségű többlet nátrium- vagy kálium juthat be a szervezetbe, amelyet figyelembe kell venni a szívpanaszokban, valamint a magas vérnyomásban vagy csökkent veseműködésben szenvedő emberek napi táplálékbevitelekor. A nátrium-GHB biohasznosulása jelentősen lecsökken, ha mellette étel bevitelére is sor került. Ezért étkezés után legalább két órát ajánlott várni a gyógyszeradag bevétele előtt. Erős nyugtató hatása van, emiatt a betegeknek nem szabad autót vezetnie vagy nehézgépet kezelni a nátrium-GHB bevétele után legalább hat óráig.
A Xyrem klinikai vizsgálatokban igazolt káros mellékhatásai: fejfájás, hányinger, szédülés, nasopharyngitis, aluszékonyság, hányás, vizelet-inkontinencia, zavartság, dyspnoe, hypoesthesia, paraesthesia, remegés, szédülés és homályos látás. A klinikai vizsgálatokban 717 beteg és 182 egészséges önkéntes vett részt (összesen 899). Ebből kettő meghalt kábítószer-túladagolásban, bár ezek közül csak egyik esetben vált igazolttá a GHB mint a halál fő okozója.
2008 januárjában, a Jazz Pharmaceuticals nevű cég befejezte az alanyok a nátrium-oxibát egy módosított változatának második fázis III vizsgálatba történő beválogatását, azok számára akik Fibromyalgia-ban szenvednek és, akik nehezen viselik az ezzel járó sok fájdalmat, nehézségeket és alvást.
A cég az egyik klinikai fázis III vizsgálatot 2008 szeptemberében fejezte be. Terveik szerint az új – a fibromialgia kezelésére szolgáló – gyógyszer engedélyezési kérelmét 2009 végéig benyújtották az amerikai Szövetségi Gyógyszerellenőrzési Hivatalhoz (FDA).

## Nem gyógyászati felhasználása

### Kábítószer
A GHB egy központi idegrendszeri depresszáns, használják bódításra is. Rengeteg a szlengnyelvből ismert neve létezik a nemzetközi kábítószerpiacon. Így például a „Grúzia Home Boy”, „folyékony Ecstasy”, „Liquid X” és a „folyékony G”, valamint „Fantasy” és a GHB rövidített megnevezés betűszórendjének felcseréléséből alkotott rövid nevek. A fogyasztásakor fellépő hatások jellemzően (az elbeszélések szerint) hasonlítanak az alkohol és az ecstasy használatakor megismert jellemzőkre, mint például eufória, gátlástalan fokozott érzékiség és empathogenesis. Egyedi mellékhatásai az úgynevezett „huhogás” és a „tekergés”.[forrás?] Magasabb dózisokban alkalmazva a GHB hányingert, szédülést, álmosságot, nyugtalanságot, látászavart, depressziós légzést, emlékezetkiesést, eszméletvesztést és halált okozhat. A GHB hatása 1,5-3 óráig tart, de akár hosszabb időtartamú is lehet, ha nagy mennyiségben került felhasználásra, vagy ha alkohollal keverik.
Általában véve, a felhasznált mennyiségek 500 és 3000 mg között vannak. A használatkor a GHB-t nátrium- vagy káliumsó formájában (fehér, kristályos por), illetve sós vízben oldott formában alkalmazzák. A GHB nátriumsója egy sós ízű szer. Más só formáiról is beszámoltak, mint a kalcium-és magnézium GHB, de a nátrium-GHB só messze a leggyakoribb.
Egyes vegyi anyagok GHB-vá alakulnak a gyomorban és a véráramban. Pl.: a GBL, vagy gamma-butirolaktonból, is átalakulhat. Más ilyen elődrog az 1,4-butándiol is. Lehetnek további toxicitást érintő prekurzorok. Az 1,4-B GBL általában tiszta folyadék formájában kerül forgalomba, noha keverhető más anyagokkal. Így több káros oldószert forgalmazó vállalat ipari célú felhasználásra szánt termékében is fellelhető: pl. festékeltávolítókban, vagy olyan lakkokban, ahol azért alkalmazzák, hogy a lakk vékonyabban terüljön.
GHB előállítható titkos laboratóriumokban is illegálisan. Egyes adatok szerint az így illegálisan előállított GHB túlnyomó része az USA határain belül került gyártásra, és ott is használják fel. Miközben receptre kapható alvászavarok esetén néhány más országban, a GHB-t 1990-ben az FDA betiltotta (az USA-ban). Azonban 2002. július 17-én a kataplexia – ami gyakran jár együtt narkolepsziával – kezelésére jóváhagyták az alkalmazását. A GHB „színtelen és szagtalan”.

#### Diszkódrog avagy „Gina”
Mivel az 1970-es években megjelentek a diszkó-klubok, megjelentek az azok közönségét megcélzó különféle „gyógyszerek”. Ezek fokozzák a táncparketten az emberi szervezetben felhalmozódó hangulatot. Ilyen például az amil-nitrit „poppers” és a kokain. Az 1990-es években újabb „klub kábítószerek”, vagy más néven „party-drogok” váltak népszerűvé. Ezek a ketaminok és a „designer” néven ismert fenetilaminok. A modern kábítószer-törvények megkerülését célzó szerek például az „ecstasy” (MDMA kémiailag, 3,4-metiléndioxi-metamfetamin, vagy 3,4-metiléndioxi-metil-alfa-metil-fenetilamin). a 2C-I (kémiailag 2,5-dimetoxi-4-jódfenetilamin) és a mefedron (kémialilag (±)-1-(4-metilfenil)-2-metilaminopropán-1-on) is kiemelkedő példa. Amikor a törvények „felzárkóztatása” után bizonyos kábítószerek tiltottá váltak, az illegális előállításban részt vevő vegyészek egy másik gyógyszer felé fordultak, amelynek célja az volt hogy a fogyasztót ugyanúgy befolyásolja, mint a már betiltott gyógyszer. Mivel a legtöbbször ezek a szerek a tiltott kábítószerek vegyületei voltak, az USA-ban bevezették a Szövetségi Analóg törvényt. Eszerint a különféle anyagok betiltását az alapján rendelték el, hogy mely tiltott kábítószert utánozza a hatásában.
Ahogy a legtöbb „klub kábítószer” kialakult úgy került sor a GHB-ra. A fogyasztók úgy érzik, fokozniuk kell hangulatukat, ha egy klubban vagy buliban vannak. Úgy gondolják, hogy jár egy kis adag GHB mint élénkítő és afrodiziákum. A GHB-t úgy is nevezik, hogy a folyékony extasy, folyékony X, vagy folyékony E, mert a tapasztalatok szerint eufóriát és szociabilitás változást vált ki. Magyarországon a „Gina” név terjedt el. Használata során a táncparketten révület jelei mutatkoznak. Amikor a GHB-t betiltották, számos „party drog” révén próbálták lemásolni a GHB hatását. A GBL és bután-1,4-diol volt az, amelyek mindegyike metabolizálódik GHB-vá in vivo, de már betiltották számos országban. Annak ellenére, hogy a GHB teljesen önálló kémiai és farmakológiai hatásmechanizmussal rendelkezik, a szlengben az ecstasyhoz sorolják.

#### Randidrog
A GHB-t mint kábítószert gyakran randidrogként azonosítják, ugyanúgy, mint az alkoholt és az erős benzoldiazepineket. Általában sós ízű folyadék, de színtelen és szagtalan, „nagyon könnyen italokba keverhető”, ami elfedi az ízét. A GHB-t szexuális zaklatás céljából használják. A sértett a mérgezéskor általában nyugtató hatású italban fogyasztja el, ami általában alkohol. Azonban nehéz megállapítani, hogy milyen gyakran használták a GHB-t a nemi erőszak megkönnyítése érdekében. Ugyanis egy nap után nehéz a kimutatása a vizeletmintából. Sok áldozat képtelen felidézni a nemi erőszakot csak bizonyos idő után. Azonban azon esetek, melyekben a GHB-t mint az időzített nemi erőszak kábítószerét használják, ritkák.
A GHB mint a nátrium sója (nátrium-oxibát) érezhető sós karaktert ad az italnak, bár a só ízét illetően az érzékelés egyénenként változhat. A GHB előállítható különböző sók formájában is, melyek közül némelyik íze kevésbé jellegzetes, mint a nátriumsóé (például magnézium-oxibát); vagy – sokkal ritkábban – az instabil szabad sav formájában.

### Testépítés
Egyes atléták és testépítők is használják a GHB-t. A GHB-ról bebizonyosodott, hogy serkenti az emberi növekedési hormon termelődését. A GHB képes megemelni a növekedési hormon szintjét a muszkarin acetilkolin receptorokon keresztül, és alkalmazását blokkolja a pirenzepin, a muszkarin acetilkolin receptoron keresztül.
Mivel bizonyos szukcinátsók segítségével kimutatták, hogy emeli a növekedési hormon szintjét úgy, hogy a GHB szukcináttá metabolizálódott. Egyesek szerint, ez is szerepet játszik a növekedési hormon emelkedéskor. Vannak azonban olyanok is akik szerint egyelőre nem bizonyított, hogy a GHB-ból eredő szukcinát szerepet játszik a növekedési hormon szintje emelkedésében.

### A szervezet által belsőleg termelődő
A sejtek szukcinil-szemialdehidnek a szukcinil szemialdehid dehidrogenáz enzim hatására bekövetkező redukciójával termelnek GHB-t. Ezt az enzimet a cAMP szintje indukálja. A cAMP szintjét emelő anyagok, mint például a forskolin és vinpocetin, ezért növelhetik a GHB szintézisét és felszabadulását. A szukcinil szemialdehid-dehidrogenáz-hiányban szenvedő emberek, más néven a gamma-hidroxi-savuriások esetén magas a GHB szintje a vizeletben, a vérplazmában és a likvorban.
A GHB pontos funkciója a szervezetben egyelőre nem egyértelmű. Köztudott azonban, hogy az agy nagy mennyiségű olyan receptorral van ellátva, melyeket a GHB aktivál. Ezek a receptorok serkentők, és nem felelősek a GHB nyugtató hatásáért – ezeknél kimutatták, hogy felélénkíti a neurotranszmitter-glutamát kibocsátást. A benzamid antipszichotikumok – amiszulprid és szulpirid – esetén már kimutatták, hogy kötődik a receptorhoz in vivo. Más antipszichotikumok esetében is ellenőrizték ezt, de nem találtak kötődést a receptorhoz.
A GHB bizonyos agyi területeken a GABA, glutamát és a glicin prekurzora.
A GHB neuroprotektív tulajdonságú. Megállapították róla, hogy védi a sejteket hypoxia esetén.

### A természetes erjedés terméke
A GHB természetes erjedési folyamatok során is termelődhet és így kis mennyiségben megtalálható egyes sörökben és borokban, különösen a gyümölcsborokban. Ez a (borban fellelhető) mennyiség azonban orvosbiológiai tekintetben jelentéktelen, és nem elegendő ahhoz, hogy bármilyen káros hatást váltson ki az emberi szervezetre.

## Káros hatások

### Alkoholfogyasztással kombinált használat
Kimutatták, hogy a GHB gátolja az alkohol eliminációs rátáját. Ez lehet a magyarázat arra, hogy légzéskimaradásról számoltak be az alkohol és a GHB együttes alkalmazása után. 194 haláleset tulajdonítható, vagy kapcsolódhat az együttes szedés után jelentkező végzetes kimenetelű tüneteknek. A halálesetek több mint tíz éven át tartó kivizsgálása során megállapították, hogy a legtöbb légzőszervi depressziót az alkohol vagy más kábítószer, valamint a GHB együttes szedéséből eredő kölcsönhatás okozta.

### Halálesetek
Egy jelentés szerint, a Xyrem (gyógyszerészeti GHB, vagy a "nátrium-oxibát") túladagolása három beteg halálát okozta orvosi gyógyszeradagolás során. Azonban a háromból két esetben, a halál utáni GHB koncentráció 141 és 110 mg/l volt. Ez az érték a GHB várható koncentráció-tartománya a halál beállta után. A harmadik esetben a beteg kórtörténetében szándékos kábítószer-túladagolást jegyeztek fel.
Egy kiadvány szerint 226 haláleset tulajdonítható a GHB-nak. 226 halálesetből 213 szenvedett szív és légzőrendszeri bénulást és 13 szenvedett halálos balesetet. Hetvenegy halálesetet megelőzően (34%) nem lépett fel bódult állapot. Halál után a vérben a GHB koncentrációja 18–4400 mg/l (átlag = 347) volt, amin halálozásokat megelőző negatív bódult állapotot feltételezett.
GHB nagyon kis mennyiségben a szervezetben is keletkezik, és a vérben is fellelhető a halál utáni szinten 30–50 mg/l tartományban. E szintek magasabbak, mint amit a GHB-nak tulajdonított halálesetek vizsgálatakor találtak. Azaz jóval kisebb mértékben, mint ami arra utalna, hogy a GHB lenne a halál oka, illetve amennyit a halál utáni endogén emelkedés eredményez.
A brit parlamenti bizottság felkérésére egy jelentés megállapította, a GHB használata kevésbé veszélyes, mint az a károsodás, amit a dohány és az alkohol a társadalomban okoz, figyelembe véve a kialakuló testi károsodást és a függőséget is.

### Túladagolás kezelése
A GHB-túladagolás nehezen kezelhető, mivel annak többféle hatása van az emberi testre. 3500 mg adag GHB felett általában gyors eszméletvesztés következik be. Az egyszeri 7000 mg-os adag gyakran életveszélyes légúti depressziót okoz. Az ennél is nagyobb adag bradycardiát és a szívmegállást indukál. Egyéb mellékhatások közé sorolhatók a görcsök (különösen akkor, ha stimulánsokkal együtt történt a szedés), és a hányinger/hányás (különösen ha alkohollal kombinálva történik a szedés).
Az életre gyakorolt legnagyobb fenyegetést GHB-túladagolás esetén a légzés leállása jelenti. Más, viszonylag gyakori halálokok esetén a GHB bevitel egészen addig magában hordja a hányásos fulladás, pozíciós fulladás, és a tartós trauma (gyakori pl. gépjármű vezetés közben a baleset hatása alatt marad) kockázatát, míg a szer végleg ki nem ürül a szervezetből. Az aspirációs tüdőgyulladás és helyzeti fulladás kockázata csökkenthető azáltal, hogy a beteget stabil oldalfekvésbe helyezzük. Az emberek leginkább hányni szoktak azután, hogy elveszítették az eszméletüket majd hirtelen felébrednek. A GHB túladagolás egy egészségi vészhelyzet, ami azonnali orvosi ellátást, valamint a sürgősségi osztályon történő megfigyelést igényel.
GHB-tól bekövetkező görcsöket diazepam-mal illetve lorazepam-mal lehet kezelni. Annak ellenére, hogy ezek központi idegrendszeri GABAA agonisták, és a GHB elsősorban GABAB agonista, így a benzodiazepinek nem rontják a CNS depressziót, mint az ebben az esetben várható volna.
Mivel gyorsabb és teljesebb felszívódásra képes a GBL a GHB-hoz képest, így a dózis-hatásfok görbe is meredekebb. Ez azt jelenti, hogy a GBL túladagolás általában több veszéllyel jár és problematikus, mint a GHB túladagolás, vagy 1,4-B túladagolása. Minden GHB / GBL-túladagolásos beteget orvosi sürgősségi ellátásban kell részesíteni, az erre megfelelően képzett egészségügyi személyzettel.
Az SCH-50911 egy újabb szintetikus gyógyszer, amely egyfajta szelektív GABAB antagonista. Gyorsan megfordítja a GHB túladagolást az egerekben. Azonban ezt a kezelést még nem tesztelték embereken, és nem valószínű, hogy lesz ez irányú kutatás a GHB klinikai vizsgálatainak jogellenes jellege, valamint az életveszélyes túladagolásban rejlő kockázatok miatt.

## Neurotoxicitás
Több tanulmány úgy találta, hogy a GHB hátrányosan befolyásolja a patkányok térbeli és tanulási memóriáját, rendszeres adagolás esetén. Ezek a hatások az agykéregben található NMDA receptor csökkent működésével társulnak, és feltehetően más területekre is hatással vannak.
Pedraza et al. (2009) megállapította, hogy a GHB ismételt adagolása patkánykísérletek során 15 napra drasztikusan csökkentette a neuronok és a nem-neurális sejtek számát a hippokampusz CA1 régiójában és a prefrontális kéregben. 10 mg/kg adagban a GHB, 61%-kal csökkentette a sejtek számát a CA1 régióban, és 32%-kal a prefrontális kéregben. 100 mg / kg adagban ez az értéke 38% és 9% volt. Érdemes megjegyezni, hogy a GHB-nak kétfázisú a hatása a neuron veszteségre nézve. Azaz kisebb adagok (10 mg/kg) jelentik a magasabb neurotoxicitást, és a nagyobb adagok (100 mg / kg) a kisebbet.
NCS-382-al (egy GHB receptor antagonista) történő előkezeléskor, a tanulás / memória hiány és az idegsejtek veszteségét sikerült a GHB-kezelt állatok esetében meggátolni, ami arra utal, hogy a GHB neurotoxicitás kiváltása mögött a GHB-receptor aktíválása áll. Emellett a neurotoxicitás a kutatások szerint, oxidatív stresszt is okoz.

## Függőség
A GHB fizikai, és pszichés függőséget is okozhat. Fizikai függőség akkor alakul ki, amikor a GHB-t rendszeresen (vagyis minden 2-4 órában több egymást követő napon vagy héten keresztül) szedik. A szer megvonásakor a tünetek a következők lehetnek: álmatlanság, nyugtalanság, szorongás, remegés, izzadás, étvágytalanság, letörtség, tachycardia, mellkasi fájdalom és szorító érzés, izom-és csont fájdalom, érzékenység a külső ingerekre (hang, fény, érintés), dysphoria, és a mentális unalom. Ezek a mellékhatások 2-21 napot követően elmúlnak majd, a felhasznált mennyiségtől a szedés tartósságától és gyakoriságától függően. Különösen súlyos esetekben a GHB elvonási tünetei hasonlóak az alkohol vagy barbiturátok akut elvonási tüneteihez (delirium tremens). Ez görcsöket és hallucinációkat idézhet elő, és több napos delíriumos, pszichotikus állapotról is vannak beszámolók a szakirodalomban.
Bár számoltak be már a GHB elvonása során fellépő halálesetekről, egyelőre nincs pontos becslés arról, hogy az elvonás milyen arányban halálos kimenetelű. Szakemberek szerint a súlyos GHB-függőség kezelése mindenképpen szakszerű klinikai segítséget igényel, ahol nagy dózisú benzodiazepinekkel vagy más GABAerg gyógyszerekkel (pl. baclofen, phenibut) enyhíteni tudják a súlyos elvonási tüneteket.
Az alkoholtól eltérően, nincs stabil adat arra vonatkozóan, hogy a GHB rendszeres szedése során kialakulna maradandó károsodás a szervezetben. Patkányokban szervi vagy agykárosodást nem észleltek a GBL (GHB gyógyszer-előanyaga) rendszeres adagolása során.

## Fordítás
- Ez a szócikk részben vagy egészben a gamma-Hydroxybutyric acid című angol Wikipédia-szócikk ezen változatának fordításán alapul.  Az eredeti cikk szerkesztőit annak laptörténete sorolja fel. Ez a jelzés csupán a megfogalmazás eredetét és a szerzői jogokat jelzi, nem szolgál a cikkben szereplő információk forrásmegjelöléseként.